# Ángel Dennis
Ángel Dennis (ur. 13 czerwca 1977 w Hawanie) – kubański siatkarz, grający na pozycji przyjmującego.
Jego młodszym bratem jest Williams Padura Diaz. W 2006 roku ożenił się w Rawennie z siatkarką Simoną Rinieri, uzyskując obywatelstwo włoskie; Jednak ich małżeństwo zakończyło się w 2007 roku.

## Sukcesy klubowe
Puchar CEV:
- 1999, 2005, 2006

Mistrzostwo Włoch:
- 2006

Superpuchar Włoch:
- 2006

Puchar Challenge:
- 2008

Puchar Master:
- 2012

Mistrzostwo Argentyny:
- 2013

Mistrzostwo Libanu:
- 2013

Mistrzostwo Portugalii:
- 2018
- 2019

## Sukcesy reprezentacyjne
Liga Światowa:
- 1998
- 1997, 1999

Mistrzostwa Ameryki Północnej, Środkowej i Karaibów:
- 1997, 2001

Igrzyska Ameryki Środkowej i Karaibów:
- 1998

Mistrzostwa Świata:
- 1998

Igrzyska Panamerykańskie:
- 1999

Puchar Ameryki:
- 2000
- 2001

Puchar Wielkich Mistrzów:
- 2001

## Nagrody indywidualne
- 2000: Najlepszy serwujący i atakujący Pucharu Ameryki
- 2001: MVP Pucharu Ameryki
- 2001: MVP i najlepszy serwujący Mistrzostw Ameryki Północnej, Środkowej i Karaibów
- 2001: Najlepszy serwujący Pucharu Wielkich Mistrzów
- 2006: MVP Superpucharu Włoch
- 2008: Najlepszy serwujący Pucharu Challenge